# ガーネット (カンザス州)
ガーネット（英語: Garnett）は、アメリカ合衆国カンザス州アンダーソン郡の郡庁所在地。2010年国勢調査によると、人口は3,415人。

## 歴史
1857年に入植が始まった。地名の由来はケンタッキー州ルイビル出身でこの地に早くから定住していたW・A・ガーネットから。

## 地理
国勢調査局によると市の面積は3.20平方マイル (8.29 km2)で、そのうち3.10平方マイル (8.03 km2)が陸地、0.10平方マイル (0.26 km2)が水域である。
また、およそ30億年前の地層が横たわっており、石炭紀の化石がよく見つかる。

### 気候
温帯湿潤気候（Cfa）に分類される。

## 人口動態
2010年国勢調査に基づく。
基礎データ
- 人口: 3,415人
- 世帯数: 1,419世帯
- 家族数: 862 家族
- 人口密度 : 425.3人/km2
- 住居数: 1,591戸
- 住居密度: 198.1戸/km2

人種別人口構成
- 白人: 96.7%
- アフリカ系: 0.4%
- ネイティヴ・アメリカン: 0.6%
- アジア系: 0.5%
- その他: 0.6%
- 混血: 1.3%

世帯と家族
- 18歳未満の子供がいる: 30.0%
- 結婚・同居している世帯: 45.5%
- 未婚・離婚女性が世帯主である世帯: 10.4%
- 未婚・離婚男性が世帯主である世帯: 4.9%
- 非家族世帯: 39.3%
- 単身世帯: 34.0%
- 65歳以上の老人1人暮らし: 19.4%
- 平均構成人数
  - 世帯: 2.33人
  - 家族: 2.98人

年齢別人口構成
- 18歳未満: 25.1%
- 18歳-24歳: 7.7%
- 25歳-44歳: 21.7%
- 45歳-64歳: 23.0%
- 65歳以上: 22.5%
- 年齢の中央値: 40.9 歳
- 男女比
  - 男性: 47.9%
  - 女性: 47.9%

## 教育
アンダーソン郡中学校・高等学校が設置されている。

## 著名な住人・出身者
- アーサー・キャッパー - 政治家。元カンザス州知事。